# Ruby Bower
Ruby Bower (Leeds, 1º agosto 1999) è una tuffatrice britannica specializzata nella piattaforma.

## Carriera
Ruby Bower ha vinto nel 2014 la medaglia di bronzo nella piattaforma 10 m agli Europei giovanili che si sono svolti a Bergamo. Ha debuttato a livello senior vincendo, insieme a Phoebe Banks, la medaglia d'oro nel sincro 10 m ai campionati europei di Kiev 2017. Insieme alla stessa Banks ha ottenuto pure un secondo posto agli Europei giovanili di Bergen 2017.

## Palmarès
- Europei di nuoto/tuffi

Kiev 2017: oro nel sincro 10 m.
- Europei giovanili

Bergamo 2014: bronzo nella piattaforma 10 m.
Bergen 2017: argento nel sincro 10 m.